# Ostatnia kobieta na Ziemi
Ostatnia kobieta na Ziemi (ang Last Woman on Earth) – amerykański film fantastycznonaukowy z 1960 w reżyserii Rogera Cormana. Przedstawia historię Evelyn, jej męża Harolda i przyjaciela, Martina, którzy nurkują na wakacjach. Po wyjściu z wody okazuje się, że chwilowy i niewytłumaczalny brak tlenu zabił całe życie na wyspie, na której przebywali.

## Obsada
- Betsy Jones-Moreland jako Evelyn Gern
- Antony Carbone jako Harold Gern
- Robert Towne jako Martin Joyce